# Octavia Spencer
Octavia Lenora Spencer (Montgomery, 25 de maio de 1970) é uma premiada atriz estadunidense.
De uma família de seis irmãos, formou-se em Arte na Universidade de Auburn. Estreou no cinema em Tempo de Matar de 1996. Na televisão fez participações especiais em diversas séries como NYPD Blue, The Big Bang Theory, Titus, Grounded for Life, Dharma & Greg, e Mom em 2014. Tornou-se mais conhecida quando participou na série de comédia de 2007 Halfway Home, do canal Comedy Central.
Por seu desempenho no filme The Help, obteve em 2012 o Globo de Ouro e o Oscar de melhor atriz coadjuvante. Em 2017 foi novamente indicada ao Oscar de melhor atriz coadjuvante pelo filme Estrelas Além do Tempo.
Em 2018 se tornou a segunda atriz negra da história a ser indicada três vezes ao Oscar, desta vez pelo seu papel no filme A Forma da Água, e a primeira atriz negra da história a ser indicada ao Oscar por dois anos consecutivos.

## Biografia

### Vida pessoal e formação acadêmica
Octavia Lenora Spencer nasceu em Montgomery, no estado norte-americano Alabama, e tem seis irmãos, incluindo as irmãs Rosa e Areka. Sua mãe, Dallsena Spencer, trabalhava como empregada doméstica. Seu pai faleceu quando Octavia tinha apenas treze anos.
Spencer formou-se na Jefferson Davis High School em 1988. Graduou-se em inglês com especialização dupla em jornalismo e teatro na Universidade de Auburn em Montgomery. Octavia tem dislexia.

## Carreira

### 1996–2009: primeiros trabalhos e reconhecimento
Spencer trabalhou comk estagiária nos estúdios do filme The Long Walk Home, estrelado por Whoopi Goldberg. Em 1997, mudou-se para Los Angeles, a conselho de seu amigo Tate Taylor, futuro diretor de The Help, o qual Spencer mais tarde atuaria.
Fez sua estreia nos cinemas em 1996 no longa Tempo de Matar, dirigido por Joel Schumacher, onde interpretou uma enfermeira. Inicialmente, Octavia trabalharia na produção do elenco, mas perguntou ao diretor se poderia fazer um teste para um papel. Em seguida, realizou pequenas participações em outros filmes, como Never Been Kissed, Big Momma's House, Bad Santa, Spider-Man, Coach Carter, Win a Date with Tad Hamilton! e Pretty Ugly People. Ela fez várias participações especiais em séries de televisão, incluindo Raising the Bar, CSI: Crime Scene Investigation, The Big Bang Theory, Wizards of Waverly Place, Dharma & Greg além de um papel recorrente na comédia Mom. Octavia é mais conhecida na televisão por estrelar a série Halfway Home, do canal Comedy Central e interpretar a assistente social Constance Grady em Ugly Betty.
Em 2003, Spencer estreou no palco em Los Angeles, na peça de Del Shores , The Trials and Tribulations of a Trailer Trash Housewife, estrelando ao lado da atriz veterana Beth Grant. Foi sua primeira e única peça, pois, uma vez ela explicou, que sofre do que chamou de "intenso medo do palco". Mais tarde naquele ano, ela estrelou ao lado de Allison Janney no curta de Tate Taylor Chicken Party.
Em 2008, a breve aparição de Spencer em Seven Pounds (Sete Vidas, no Brasil) como Kate, enfermeira de Rosario Dawson, recebeu seus elogios e atenção da mídia. Em abril de 2009, a Entertainment Weekly  listou Spencer como uma das "25 atrizes mais engraçadas de Hollywood".
Em agosto de 2009, Spencer apareceu Halloween II, de Rob Zombie. Ela também participou do remake americano do clássico dinamarquês Love at First Hiccup, ao lado de Scout Taylor-Compton. Spencer estrelou o longa-metragem Herpes Boy, ao lado de Beth Grant, Ahna O'Reilly e Byron Lane. Ela tocou a voz de "Minny" na versão em áudio do romance The Help, de Kathryn Stockett. Mais tarde naquele ano, o curta-metragem de Spencer, The Captain, foi homenageado pelo CICFF como finalista do Prêmio de Poesia REEL.

### 2010–2019: consagração no Óscar

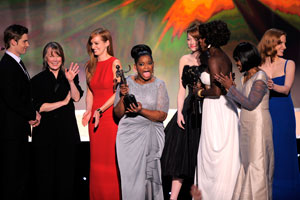
Spencer (meio) no Prémios Screen Actors Guild 2012.

Em agosto de 2010, Spencer juntou-se com Viola Davis, Emma Stone e Bryce Dallas Howard no filme de drama de época The Help (no Brasil: Vidas Cruzadas). uma adaptação do romance de mesmo nome. Ela interpretou a empregada mal-humorada e irreverente Minny Jackson. O filme foi escrito, produzido e dirigido por Tate Taylor e produzido por Brunson Green, Chris Columbus , Michael Barnathan e Mark Radcliffe. Por essa atuação, ela ganhou o Globo de Ouro de melhor atriz coadjuvante de 2012. Em janeiro de 2012, ganhou um BAFTA de melhor atriz coadjuvante e em 26 de fevereiro de ganhou um Óscar de melhor atriz coadjuvante, pelo mesmo trabalho; foi sua primeira indicação ao Óscar e sua primeira vitória. Spencer foi aplaudida de pé na cerimônia e ficou comovida às lágrimas durante seu discurso de aceitação. Em junho de 2012, Spencer foi convidada a ingressar na Academia de Artes e Ciências Cinematográficas.
Em 2013, ela apareceu ao lado de Michael B. Jordan em Fruitvale Station, um filme narrando o último dia de Oscar Grant, que foi morto em uma estação de trem de Bay Area em 2009. Em setembro de 2013, foi anunciado que ela trabalharia novamente com Tate Taylor na cinebiografia do cantor James Brown, Get On Up, ao lado de Viola Davis. O filme foi lançando em 2014. Entre setembro de 2014 a fevereiro de 2015, ela estrelou a série de televisão Red Band Society, de Steven Spielberg para a Fox.
Spencer co-estrelou ao lado de Kevin Costner no filme dramático Black or White  (2014) e co-estrelou como Johanna Reyes na segunda parte da série Divergent, The Divergent Series: Insurgent (2015). Ela reprisou o papel em The Divergent Series: Allegiant (2016). Ela dublou uma lontra, a Sra. Otterton, em Zootopia da Disney, que marca seu primeiro filme de animação.
Em 2016, ela estrelou ao lado de Taraji P. Henson e Janelle Monáe em Hidden Figures, um filme sobre matemáticas afro-americanas da NASA que foram cruciais para o seu sucesso na década de 1960 na Corrida Espacial, e que cada uma delas tinha carreiras lá. Ela interpretou a matemática Dorothy Vaughan. O papel rendeu a ela um Globo de Ouro e o Screen Actors Guild Award por sua atuação e rendeu a Spencer uma segunda indicação ao Óscar de Melhor Atriz Coadjuvante, fazendo dela a primeira atriz negra a acompanhar uma vitória no Óscar com outra indicação, tendo vencido anteriormente por The Help. Em homenagem ao Dia de Martin Luther King, Spencer comprou uma exibição do filme Hidden Figures em Los Angeles e doou os ingressos para famílias de baixa renda que não poderiam ver o filme nos cinemas.

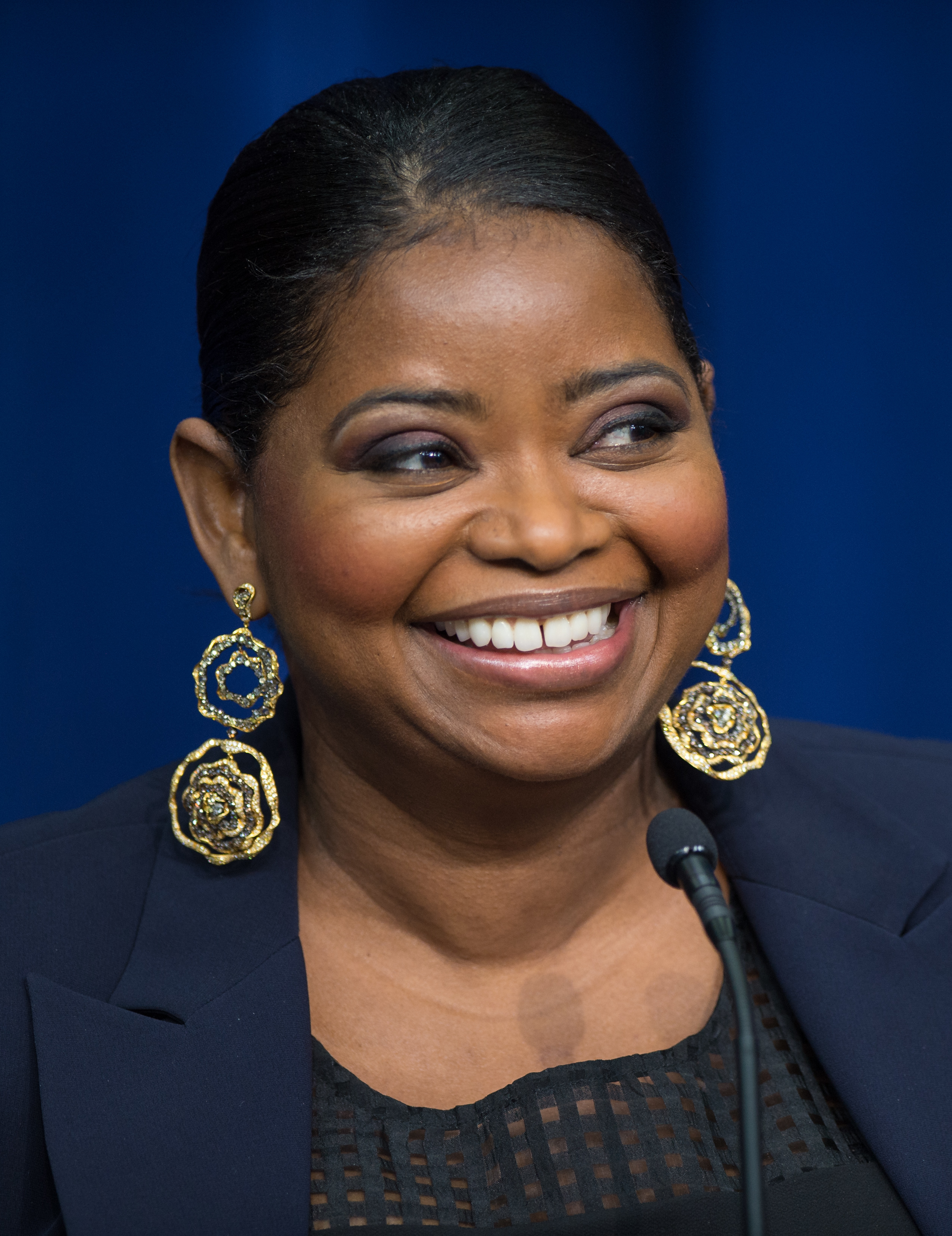
Octavia na Casa Branca em 2016.

Em 2017, Spencer co-protagonizou com Sally Hawkins o filme A Forma da Água (The Shape of Water), uma produção de fantasia sombria de Guillermo del Toro. O filme foi exibido na seção principal de competição do 74º Festival Internacional de Cinema de Veneza, onde estreou com críticas positivas em 31 de agosto de 2017, recebendo o Leão de Ouro de melhor filme. Por sua atuação nesse filme, Spencer foi indicada ao Globo de Ouro e ao BAFTA, além de receber sua terceira indicação ao Óscar de Melhor Atriz Coadjuvante, convertendo Octavia à primeira atriz negra a receber indicação ao Óscar por dois anos consecutivos. Ela é a atriz negra com mais indicações ao Óscar junto com Viola Davis
Em 2018, Spencer atuou como diretora de uma pré-escola no filme de drama A Kid Like Jake e interpretou uma assistente social no filme de comédia Instant Family. Ela também produziu o filme biográfico de comédia-drama Green Book, que recebeu o Óscar de melhor filme.
Em 2019, ela estrelou como Harriet Wilson, uma professora de história que faz uma descoberta alarmante sobre um estudante de estrelas, no filme de drama Luce. O filme estreou no Festival de Cinema de Sundance de 2019 e recebeu elogios da crítica. Ela recebeu elogios por seu papel como Sue Ann "Ma" Ellington no filme de terror psicológico Ma, dirigido por Tate Taylor, um grande amigo de Octavia. Para este último, recebeu uma indicação ao Saturn Award de Melhor Atriz. Também em 2019, Spencer voltou à televisão produzindo e protagonizando a série de drama da Apple TV+ Truth Be Told.

### 2020–presente: trabalhos recentes
Em janeiro de 2020, Spencer teve um papel de voz como Dab-Dab, um pato entusiasmado com uma perna de metal, no filme de comédia de fantasia Dolittle, estrelado por Robert Downey Jr. como personagem principal . Ela também dublou a dona de um restaurante de manticore no filme de fantasia animado da Pixar Onward'', que foi lançado em março de 2020 com críticas positivas.
Spencer produziu e protagonizou a série Self Made, na Netflix, que é inspirada na biografia de Madam C. J. Walker. A estreia se deu em 20 de março de 2020.
Spencer estrelou, ao lado de Anne Hathaway, a comédia de terror The Witches, que foi lançado no HBO Max em 2020. Spencer também estrelou ao lado de Melissa McCarthy como mulheres que de repente desenvolvem superpoderes no filme de comédia de super-heróis Thunder Force. 

## Filmografia

### Cinema
| Ano  | Título                                               | Personagem               | Notas                      |
| ---- | ---------------------------------------------------- | ------------------------ | -------------------------- |
| 1996 | A Time to Kill                                       | Enfermeira de Roarke     | Estreia no Cinema          |
| 1997 | The 6th Man                                          | Nativity Watson          |                            |
| 1997 | Sparkler                                             | Wanda                    |                            |
| 1999 | Never Been Kissed                                    | Cynthia                  |                            |
| 1999 | Being John Malkovich                                 | Moça no elevador         | Participação especial      |
| 1999 | Blue Streak                                          | Shawna                   |                            |
| 2000 | The Sky Is Falling                                   | Enfermeira               |                            |
| 2000 | Everything Put Together                              | Enfermeira               |                            |
| 2000 | American Virgin                                      | Agnes Large              |                            |
| 2000 | What Planet Are You From?                            | Enfermeira da pediatria  |                            |
| 2000 | Auto Motives                                         | Rhonda                   |                            |
| 2000 | Big Momma's House                                    | Twila                    |                            |
| 2000 | Four Dogs Playing Poker                              | Waitress                 |                            |
| 2001 | Sol Goode                                            | Unemployment Clerk       |                            |
| 2001 | The Journeyman                                       | Black Belly              |                            |
| 2002 | Spider-Man                                           | Garota no Check-In       |                            |
| 2003 | Legally Blonde 2: Red, White & Blonde                | Security Guard           |                            |
| 2003 | S.W.A.T.                                             | Vizinha                  |                            |
| 2003 | Chicken Party                                        | Laqueta Milles           |                            |
| 2003 | Bad Santa                                            | Opal                     |                            |
| 2004 | Win a Date with Tad Hamilton!                        | Janine                   |                            |
| 2004 | Breakin' All the Rules                               | Estilista                |                            |
| 2005 | Coach Carter                                         | Mrs. Battle              |                            |
| 2005 | Pretty Persuasion                                    | Woman                    |                            |
| 2005 | Marilyn Hotchkiss' Ballroom Dancing and Charm School | Ayisha Lebaron           |                            |
| 2005 | Miss Congeniality 2: Armed and Fabulous              | Octavia                  |                            |
| 2005 | Beauty Shop                                          | Cliente                  |                            |
| 2005 | Wannabe                                              | Lady Chanet Janney Jones |                            |
| 2006 | Pulse                                                | Síndica                  |                            |
| 2007 | The Nines                                            | Mulher atravessando      |                            |
| 2008 | Next of Kin                                          | Grace                    |                            |
| 2008 | Pretty Ugly People                                   | Mary                     |                            |
| 2008 | The Spleenectomy                                     | Enfermeira               |                            |
| 2008 | Seven Pounds                                         | Kate / Enfermeira        |                            |
| 2009 | The First Time (Love At First Hiccup)                | Mrs. Hambrick            |                            |
| 2009 | Drag Me to Hell                                      | Bank Co-Worker No. 1     |                            |
| 2009 | Jesus People: The Movie                              | Angel Angelique          |                            |
| 2009 | The Soloist                                          | Troubled Woman           |                            |
| 2009 | Just Peck                                            | Professora da Detenção   |                            |
| 2009 | Halloween II                                         | Enfermeira Daniels       |                            |
| 2009 | Herpes Boy                                           | Rochelle                 |                            |
| 2009 | Small Town Saturday Night                            | Rhonda Dooley            |                            |
| 2010 | Dinner for Schmucks                                  | Madame Nora              |                            |
| 2011 | The Help                                             | Minny Jackson            |                            |
| 2011 | Peep World                                           | Allison                  |                            |
| 2011 | Flypaper                                             | Madge Wiggins            |                            |
| 2012 | Blues for Willadean                                  | LaSonia Robinson         |                            |
| 2012 | Smashed                                              | Jenny                    |                            |
| 2013 | Fruitvale Station                                    | Wanda                    | Também produtora executiva |
| 2013 | Lost on Purpose                                      | Enfermeira Keller        |                            |
| 2013 | Snowpiercer                                          | Tanya                    |                            |
| 2013 | Percy Jackson: Sea of Monsters                       | Marta (voz)              |                            |
| 2013 | Paradise                                             | Loray                    |                            |
| 2014 | Get on Up - A História de James Brown                | Aunt Honey Washington    |                            |
| 2015 | The Great Gilly Hopkins                              | Miss Harris              |                            |
| 2015 | Black or White                                       | Rowena Jeffers           |                            |
| 2015 | The Divergent Series: Insurgent                      | Johanna Reyes            |                            |
| 2015 | Fathers and Daughters                                | Dr. Korman               |                            |
| 2016 | Zootopia                                             | Sra. Otterton (voz)      |                            |
| 2016 | The Divergent Series: Allegiant                      | Johanna Reyes            |                            |
| 2016 | The Free World                                       | Linda Workman            |                            |
| 2016 | Bad Santa 2                                          | Opal                     |                            |
| 2016 | Hidden Figures                                       | Dorothy Vaughan          |                            |
| 2017 | The Shack                                            | Papa                     |                            |
| 2017 | Small Town Crime                                     | Kelly Banks              | Também produtora executiva |
| 2017 | Gifted                                               | Roberta Taylor           |                            |
| 2017 | The Shape of Water                                   | Zelda Fuller             |                            |
| 2018 | A Kid Like Jake                                      | Judith "Judy" Lawson     |                            |
| 2018 | Green Book                                           | —                        | Produtora executiva        |
| 2018 | Instant Family                                       | Karen                    |                            |
| 2019 | Luce                                                 | Harriet Wilson           |                            |
| 2019 | Ma                                                   | Sue Ann "Ma" Ellington   | Também produtora executiva |
| 2020 | Dolittle                                             | Dab-Dab (voz)            |                            |
| 2020 | Onward                                               | Mantícora (voz)          |                            |
| 2020 | The Witches                                          | Avó                      |                            |
| 2021 | Thunder Force                                        | Emily Stanton            |                            |

### Televisão
| Ano           | Título                                      | Papel                          | Notas                                         |
| ------------- | ------------------------------------------- | ------------------------------ | --------------------------------------------- |
| 1997          | 413 Hope St.                                | Job Counselor #1               | Episódio: "Piloto"                            |
| 1998          | Moesha                                      | Gloria                         | Episódio: "Teacher"                           |
| 1998          | To Have & to Hold                           | Clerk                          | Episódio: "Right My Fire"                     |
| 1998          | ER                                          | Maria Jones                    | Episódio: "Hazed and Confused"                |
| 1999          | Brimstone                                   | Duty Nurse                     | Episódio: "Faces"                             |
| 1999          | Lansky                                      | Evelyn the Maid                | Telefilme                                     |
| 1999          | L.A. Doctors                                | Motorista do Ônibus            | Episódio: "Forty-Eight Minutes"               |
| 1999          | Chicago Hope                                | Enfermeira Jane                | Episódio: "Oh What a Piece of Work Is Man"    |
| 1999          | Roswell                                     | Enfermeira                     | Episódio: "Leaving Normal"                    |
| 1999          | The X-Files                                 | Enfermeira Octavia             | Episódio: "Millennium"                        |
| 2000          | Missing Pieces                              | Elegant Guest                  | Telefilme                                     |
| 2000          | Just Shoot Me!                              | Enfermeira                     | Episódio: "Finch on Ice"                      |
| 2000          | Becker                                      | Mulher do Ticket               | Episódio: "One Wong Move"                     |
| 2000          | Malcolm in the Middle                       | Cashier                        | Episódio: "High School Play"                  |
| 2000          | City of Angels                              | Enfermeira Bernice             | 5 episódios                                   |
| 2001          | Grounded for Life                           | Enfermeira                     | Episódio: "Jimmy's Got a Gun"                 |
| 2001          | Follow the Stars Home                       | Hildy                          | Telefilme                                     |
| 2001          | Dharma & Greg                               | Gloria                         | Episódio: "Wish We Weren't Here"              |
| 2001–02       | The Chronicle                               | Ruby Rydell                    | 6 episódios                                   |
| 2001–02       | Titus                                       | Ms. Alice Hays                 | 2 episódios                                   |
| 2002          | Little John                                 | Waitress                       | Telefilme                                     |
| 2002          | Presidio Med                                | Sheryl Washington              | Episódio: "Do No Harm"                        |
| 2002–05       | NYPD Blue                                   | Dawna Cahill / Eleanor Jackson |                                               |
| 2004–05       | LAX                                         | Aeromoça                       | 6 episódios                                   |
| 2005          | CSI: NY                                     | Child Welfare Rep              | Episódio: "On the Job"                        |
| 2005          | Medium                                      | Jurista                        | Episódio: "Judge, Jury and Executioner"       |
| 2006          | Huff                                        | Demetria                       | Episódio: "Red Meat"                          |
| 2006          | Standoff                                    | Rapid Air Clerk                | Episódio: "Pilot"                             |
| 2006–07       | The Minor Accomplishments of Jackie Woodman | Cheryl/ Guarda de segurança    | 4 episódios                                   |
| 2007          | Ugly Betty                                  | Constance Grady                |                                               |
| 2007          | Halfway Home                                | Serenity Johnson               | 10 episódios                                  |
| 2008          | Wizards of Waverly Place                    | Dr. Evilini                    | 2 episódios                                   |
| 2008          | CSI: Crime Scene Investigation              | Sherry                         | Episódio: "Drops' Out"                        |
| 2008          | The Big Bang Theory                         | DMV Employee                   | Episódio: "The Euclid Alternative"            |
| 2009          | Worst Week                                  | Enfermeira                     | Episódio: "The Epidural"                      |
| 2009          | Dollhouse                                   | Professora Jackie              | Episódio: "Echoes"                            |
| 2009          | Raising the Bar                             | Arvina Watkins                 | 5 episódios                                   |
| 2010          | Hawthorne                                   | Emily Thomkins                 | Episódio: "Afterglow"                         |
| 2013          | 30 Rock                                     | Ela mesma                      | Episódio: "Game Over"                         |
| 2013          | American Dad!                               | Shonteeva (voz)                | Episódio: "For Black Eyes Only"               |
| 2013          | Call Me Crazy: A Five Film                  | Dr. Nance                      | Telefilme                                     |
| 2013–15       | Mom                                         | Regina Tompkins                | 9 episódios                                   |
| 2014–15       | Red Band Society                            | Enfermeira Dena Jackson        | 13 episódios                                  |
| 2015          | Drunk History                               | Harriet Tubman                 | Episódio: "Spies"                             |
| 2017          | Saturday Night Live                         | Ela mesma (apresentadora)      | Episódio: "Octavia Spencer/Pai do John Misty" |
| 2019          | Black-ish                                   | Ela mesma                      | Episódio: "Black History Month"               |
| 2019–presente | Truth Be Told                               | Poppy Parnell                  | Também produtora executiva                    |
| 2020          | Self Made                                   | Madam C. J. Walker             | Também produtora executiva                    |

## Prêmios e Indicações

#### Óscar
| Ano  | Categoria                | Indicação          | Notas    |
| ---- | ------------------------ | ------------------ | -------- |
| 2012 | Melhor Atriz Coadjuvante | The Help           | Venceu   |
| 2017 | Melhor Atriz Coadjuvante | Hidden Figures     | Indicado |
| 2018 | Melhor Atriz Coadjuvante | The Shape of Water | Indicado |

#### Emmy Awards
| Ano  | Categoria                               | Indicação | Notas    |
| ---- | --------------------------------------- | --------- | -------- |
| 2020 | Melhor Atriz em Minissérie ou Telefilme | Self Made | Indicado |

#### Globo de Ouro
| Ano  | Categoria                          | Indicação          | Notas    |
| ---- | ---------------------------------- | ------------------ | -------- |
| 2012 | Melhor Atriz Coadjuvante em Cinema | The Help           | Venceu   |
| 2017 | Melhor Atriz Coadjuvante em Cinema | Hidden Figures     | Indicado |
| 2018 | Melhor Atriz Coadjuvante em Cinema | The Shape of Water | Indicado |

#### BAFTA
| Ano  | Categoria                | Indicação          | Notas    |
| ---- | ------------------------ | ------------------ | -------- |
| 2012 | Melhor Atriz Coadjuvante | The Help           | Venceu   |
| 2018 | Melhor Atriz Coadjuvante | The Shape of Water | Indicado |